# رضا ملک‌زاده
رضا ملک‌زاده (زاده ۲۵ دی ماه ۱۳۳۰ در بالاده کازرون ) پزشک ایرانی و عضو پیوسته فرهنگستان علوم پزشکی است. وی همچنین سابقه وزارت بهداشت، درمان و آموزش پزشکی ایران در دولت اکبر هاشمی رفسنجانی، عضویت در شورای عالی انقلاب فرهنگی و تدریس در دانشگاه‌های علوم پزشکی تهران و شیراز را دارا می‌باشد. وی همچنین برنده مدال آژانس بین‌المللی سرطان به دلیل تحقیقات در زمینه سرطانهای دستگاه گوارش و اثبات سرطانزایی تریاک می‌باشد. همچنین، ملک‌زاده رتبه اول محقق گروه علوم بالینی و داخلی دوره ۱۴ جشنواره رازی را به دست آورده‌است و نیز برگزیده جایزه علمی علامه طباطبایی بنیاد ملی نخبگان (۱۳۹۰) است.
به پاس خدمات ارزشمند ایشان مراسم تکریمی به همت بنیاد نخبگان استان فارس و با همکاری دانشگاه علوم پزشکی شیراز و سایر مراکز دانشگاهی و دستگاه های اجرایی در سال ۱۳۹۸ با حضور جمعی از مسئولان، استادان دانشگاه، دانشجویان و مستعدان برتر برای ایشان برگزار شد.
او معاون تحقیقات و فناوری وزارت بهداشت بود که در پی سخنرانی وزیر بهداشت در آبان ۱۳۹۹ و انتقاد از ملک‌زاده استعفا داد.
در فروردین ۱۴۰۳ وزارت بهداشت با بازنشستگی وی موافقت نکرده است.

## تحصیلات
او دارای مدرک دکترای طب عمومی، متخصص داخلی (بورد)، فوق تخصص گوارش و کبد می‌باشد.

## مسئولیت‌ها
- عضو اسبق شورای عالی انقلاب فرهنگی می‌باشد.[۱۱]
- مدیر گروه داخلی دانشکده پزشکی شیراز[۱۱]
- مدیر گروه داخلی دانشکده پزشکی دانشگاه تهران[۱۱]
- رئیس دانشگاه شیراز، معاون آموزشی دانشگاه شیراز[۱۱]
- معاون آموزشی وزیر بهداشت[۱۱]
- وزیر بهداشت، درمان و آموزش پزشکی[۱۱]
- رئیس هیئت اجرایی جشنواره رازی[۱۳]

## نظریه در رابطه با کرونا
وی درباره خاموشی اپیدمی کرونا معتقد بود به لحاظ علمی، ویروس یک بیماری پاندمی، در هر جامعه، به دو روش خاموش میشود. ابتلای 70 یا 80 درصد هر جامعه به ویروس یا واکسیناسیون همگانی. از آن جا که راه حل اول غیراخلاقی و انجام آن غیر ممکن است، باید هر چه سریعتر به فکر واکسیناسیون گسترده بود. او انتساب "دفاع از ایمنی گله ای" را تهمت آشکار به خود خواند و در رد این تهمت، توضیحات مستند مفصلی منتشر کرد:
https://hamshahrionline.ir/x6Qr7
تدروس آدهانوم، مدیرکل سازمان جهانی بهداشت، گفت: «هرگز در طول تاریخ پزشکی از این استراتژی در برابر بیماری استفاده نشده‌است… گردش بدون کنترل کووید-۱۹ بین مردم باعث ابتلاها، رنج و مرگ غیرضروری می‌شود. ما تازه در حال درک عوارض طولانی‌مدت ابتلا به کووید۱۹ هستیم. اجازه دادن به گردش آزاد یک ویروس خطرناک که به‌طور کامل از آن درک نداریم، غیراخلاقی است. این یک گزینه نیست.»او بعد از استعفای خود، در تاریخ ۴ آذر ۹۹ در توضیحاتی که در پاسخ به سؤالات مطرح‌شده از سوی بسیج دانشگاه‌های علوم پزشکی کشور ارائه کرد «توصیه به ایمنی دسته جمعی» یا همان توصیه به ایمنی گله ای را یک تهمت آشکار خواند.

## استعفاء از معاونت تحقیقات وزارت بهداشت
رضا ملک‌زاده در اعتراض به وزیر بهداشت ،سعید نمکی، در طی نامه ای از سمت خود استعفا کرد. او در این نامه خود دلیل استعفای خود را را مدیریت نادرست بحران کرونا و نیز اظهارات انتقاد آمیز شخص وزیر نسبت به وضعیت تحقیقات سلامت عنوان کرد. او در این نامه وزیر بهداشت را به دلیل «بی‌توجهی» به توصیه متخصصان و همچنین «مدیریت بسیار غلط» در آمار بالای مرگ و میر کرونا در ایران مقصر دانست. او سخنان وزیر بهداشت در رابطه با واکسن کرونا را «غیرعلمی و ناشی از شتابزدگی» خواند. او در این نامه خطاب به سعید نمکی گفت: «پیش از معرکه ساخت واکسن و درس مدیریت بحران کرونا به جهان، به عنوان وزیر بهداشت گزارش دهید که کدام اجتماعات بزرگ ذیل نظر کدام دستگاه‌ها از اجرای کامل مقررات بهداشتی سرپیچی کرده‌اند؟» او در این نامه انتقاداتی را هم متوجه «توصیه به استفاده از داروهای گیاهی در درمان کرونا» کرد و این اظهارات را عوام فریبی خواند.
با این حال این استعفا از سوی تعدادی از رسانه‌ها نوعی فرار رو به جلو برای فرار از مسئولیت تعبیر شد، پیش از این نمکی در سخنرانی از تحقیقات پزشکی انتقاد کرده بود و گفته بود: «در تمام دنیا منابع را در بخش تحقیقاتی صرف می‌کنند که نتیجه آن، راهکاری برای گشودن گره‌ای از نظام ارائه خدمت باشد. نظام تحقیقاتی دانشگاهی کشور در این راستا چه کرده‌است؟ کدام مقاله را به وزیر وقت داده که اگر این کار را انجام دهی، نظام ارائه خدمت به سمت و سوی بهتری می‌رود؟» نمکی در سخنرانی خود با انتقاد از ملک‌زاده او را متهم به «پیش‌بینی‌های غلط دربارهٔ کرونا» کرد.او در ادامه سخنرانی خود بیان کرد که از ابتدای شیوع کرونا «۱۰ مدل اپیدمیولوژیک» به وزرات بهداشت ارائه شده که «هیچ‌کدام صحیح نبوده و برای هیچ اقدامی مناسب نبوده.»همچنین نمکی ادعا کرد که در ابتدای شیوع کرونا نامه ای به ملک‌زاده نوشته‌است که توسط ملک‌زاده پاسخ داده نشده‌است.
پس از استعفای ملک‌زاده پژمان‌فر، رئیس کمیسیون اصل ۹۰ مجلس، نوشت که ۴۰ شکایت از او در کمیسیون وجود دارد که پس از استعفا نیز رسیدگی ادامه پیدا می‌کند.وزیر بهداشت هم فرید نجفی را جایگزین وی کرد و از او خواست تا «تراوشات غیرعالمانه تیم قبلی تکرار نشود.»
پس از استعفای ملک‌زاده از سمت معاون وزیر بهداشت، رسانه‌های نزدیک به سپاه پاسداران ملک‌زاده را متهم به دادن اطلاعات به بیگانه و مخالفت با خواست علی خامنه‌ای کردند.خبرگزاری‌های وابسته به سپاه پاسداران ملک‌زاده را متهم کردند که در جریان مشارکت در یک تحقیق بین‌المللی اطلاعات حیاتی را در اختیار کشورهای متخاصم قرار داده‌است.